# 張如晦
張如晦（？—？），北宋徽宗時任皇城使，道教人士。
生卒年不詳。早年拜林靈素為師，“出則同行，坐則同席”，宣和元年（1119年）隨林靈素離開京師。林靈素生前卜墳於城南山，教張如晦葬之，“可掘穴深五丈，見龜蛇便下棺。”等靈素死後，张如晦依其遺命掘墓穴，不見龟蛇，但穴深不见底，於是下棺埋葬。傳道於陳道一。餘事不詳。